# 龔治
龔治（1496年—？年），字汝登，羽林前卫官籍山东堂邑縣人。

## 生平
治《春秋》，嘉靖元年（1522年）順天府鄉試第九十五名舉人，年二十七歲中式嘉靖二年（1523年）癸未科會試第三百六十六名，第三甲第六十三名進士。授封丘县知县，擢大理寺评事，历官承天府知府，卒于官。

## 家族
曾祖龚俊，指挥使，贈昭勇将軍。祖父龚順，都指挥佥事，封昭勇将軍。父龔鐸，指挥使，封昭勇将軍。母劉氏，封淑人。重庆下。弟龔濬、龔瀚。